# 1953-as magyar öttusabajnokság
Az 1953-as magyar öttusabajnokságot szeptember 16. és 20. között rendezték meg. A versenyzőket az öt versenyszámban elért helyezési számuk összege alapján értékelték. A viadalt Turák József nyerte meg, akinek ez volt élete egyetlen egyéni felnőtt bajnoki címe. A csapatversenyt a Bp. Honvéd nyerte.

## Eredmények

### Férfiak

#### Egyéni
| Hely | Név             | Klub        | Eredmény |
| ---- | --------------- | ----------- | -------- |
| 1.   | Turák József    | Bp. Honvéd  | 22       |
| 2.   | Szondy István   | Bp. Fáklya  | 22       |
| 3.   | Tasnády Károly  | Bp. Honvéd  | 26       |
| 4.   | Benedek Gábor   | Bp. Honvéd  | 29       |
| 5.   | Ferdinandy Géza | Bp. Fáklya  | 34       |
| 6.   | Kovácsi Aladár  | Bp. Haladás | 40       |
| 7.   | Bódi János      | Bp. Haladás | 40       |
| 8.   | Bucskó József   | Bp. Haladás | 42       |
| 9.   | Móra László     | Bp. Fáklya  | 42       |
| 10.  | Karácson László | Bp. Honvéd  | 46       |

#### Csapat
| Hely | Név                                         | Klub        | Eredmény |
| ---- | ------------------------------------------- | ----------- | -------- |
| 1.   | Benedek Gábor, Tasnády Károly, Turák József | Bp. Honvéd  | 77       |
| 2.   | Szondy István, Ferdinandy Géza, Móra László | Bp. Fáklya  | 98       |
| 3.   | Kovácsi Aladár, Bódi János, Mezei Zoltán    | Bp. Haladás | 127      |